# Fructòlisi
S'entén per fructòlisi el metabolisme de la fructosa provinent de la dieta. La fructosa representa el 20% de la ingesta diaria de carbohidrats (60 - 80g) en la majoria d'individus. La típica dieta americana conté aproximadament un 50% dels carbohidrats en forma de polisacàrids o midó i l'altre 50% en forma de mono o disacàrids (sucres, ambdós d'origen natural i refinats). La fructosa és un monosacàrid de la dieta present de manera natural en fruites i vegetals ja sigui com a fructosa lliure o formant part del disacàrid sacarosa, i com a monosacàrids lliures (glucosa i fructosa) a la mel. També és present a la nostra dieta en la forma de sucres refinats incloent els sucres granulats (sucre blanc de taula, sucre morè, sucre glass o de pastisseria i sucre cru), fructosa cristal·lina refinada i xarop de fructosa extret del blat.
Alguns aliments com les pomes i les peres contenen quantitats considerables de fructosa lliure comparat amb les de glucosa. Poden resultar problemàtics en aquest aspecte si la fructosa lliure sense compensar (fructosa en excés de glucosa) no és ben absorbida: s'ha demostrat que causa diarrea osmòtica. Els principals consumidors de suc de poma són els infants, i s'han publicat diverses investigacions en la literatura pediàtrica que adverteixen sobre la diarrea osmòtica i el seu potencial per a la deshidratació, especialment en els infants. A diferència de la glucosa, la fructosa no és un estimulador de la secreció d'insulina. Per altra banda, en contrast amb la glucosa, la fructosa no es metabolitza en teixits sensibles a la insulina (teixits perifèrics). La fructosa és captada selectivament i metabolitzada gairebé del tot als hepatòcits del fetge (les úniques altres cèl·lules amb capacitat per metabolitzar la fructosa en condicions normals són els espermatozous). Molt poca fructosa escapa del fetge, i la fructosa no es metabolitza gaire a l'intestí prim, que té un dèficit de l'enzim de fosforilació de la fructosa, fructocinasa.

## Fructòlisi i glucòlisi són vies independents
Tot i que el metabolisme de la fructosa i el de la glucosa comparteixen moltes de les estructures intermèdies, tenen destins metabòlics molt diferents en el metabolisme humà. La fructosa és metabolitzada gairebé del tot al fetge en els humans, i es destina a les vies de síntesi del fetge de glicogen i triglicèrids, mentre la major part de la glucosa de la dieta passa a través del fetge i és metabolitzada al múscul esquelètic per produir CO2, H2O i ATP, i als adipòcits on és metabolitzada principalment per formar glicerol fosfat per a la síntesi de triglicèrids així com per a l'obtenció d'energia. Els productes del metabolisme de la fructosa són glicogen hepàtic i àcids grassos nous (mitjançant lipogènesi) per a l'eventual síntesi de triglicèrids, i es divideix en dues fases principals: La primera fase és la síntesi de trioses, dihidroxiacetona (DHAP) i gliceraldehid; la segona fase és el consegüent metabolisme d'aquestes trioses tant per la via de la gluconeogènesi per a la reposició de glicogen i/o el metabolisme complet per la vía fructolítica al piruvat, que entra al cicle de Krebs i és convertit en citrat per dirigir-se després a la síntesi d'àcid gras palmitat lliure.

### El metabolisme de la fructosa cap a DHAP i gliceraldehid
El primer pas en el metabolisme de la fructosa és la fosforilació de fructosa a fructosa-1-fosfat per la fructocinasa (Km = 0,5 mM, ≈ 9mg/100 ml), atrapant així la fructosa per metabolitzar-la al fetge. La hexocinasa IV (glucocinasa) també actua al fetge i podria ser capaç de fosforilar la fructosa a fructosa-6-fosfat (un intermediari de la gluconeogènesi); de totes maneres, té una km relativament alta (12mM) per a la fructosa i, per tant, essencialment tota la fructosa és convertida en fructosa-1-fosfat al fetge humà. Gran part de la glucosa, per altra banda, no és fosforilada (km de la gucocinasa hepàtica (hexocinasaIV) = 10 mM), passa a través del fetge dirigint-se als teixits perifèrics, i és captada pel transportador de glucosa dependent d'insulina, GLUT 4, present al teixit adipós i al múscul esquelètic.
La fructosa-1-fosfat és aleshores hidrolitzada per la fructosa-1-fosfat aldolasa (aldolasa B) per formar dihidroxiacetona fosfat (DHAP) i gliceraldehid; la DHAP pot ser també isomeritzada a gliceraldehid-3-fosfat per la triosafosfat isomerasa o ser reduïda a glicerol-3-fosfat per la glicerol-3-fosfat deshidrogenasa. El gliceraldehid produït pot convertir-se també en gliceraldehid-3-fosfat per la gliceraldehid-cinasa o en glicerol-3-fosfat per la gliceraldehid-3-fosfat deshidrogenasa. El metabolisme de la fructosa en aquest punt produeix intermediaris de la gluconeogènesi destinada a la síntesi de glicogen, o a l'oxidació a piruvat i la reducció a lactat, o a la descarboxilació en acetil CoA al mitocondri i dirigir-se a la síntesi d'àcids grassos lliures, resultant finalment en síntesi de TG.

### Síntesi de glicogen a partir de DHAP i gliceraldehid-3-fosfat
La síntesi de glicogen que segueix a un àpat amb contingut de fructosa procedeix dels precursors gluconeogènics. La fructosa és inicialment convertida en DHAP i gliceraldehid per la fructocinasa i l'aldolasa B. El gliceraldehid resultant és aleshores fosforilat a gliceraldehid-3-fosfat. L'augment de concentració de DHAP i gliceraldehid-3-fosfat al fetge provoca la gluconeogènesi cap a la formació de glucosa-6-fosfat, glucosa-1-fosfat i glicogen. Sembla que la fructosa és un millor substrat per a la síntesi de glicogen que la glucosa, i que la recuperació de glicogen té preferència sobre la formació de triglicèrids. Un cop el glicogen del fetge s'ha recuperat, els intermediaris del metabolisme de la fructosa són bàsicament dirigits a la síntesi de triglicèrids.

### Síntesi de triglicèrids a partir de DHAP i gliceraldehid-3-fosfat
Els carbonis procedents de la fructosa de la dieta es troben tant en els àcids grassos lliures com en les meitats de glicerol dels TG plasmàtics. Un excés de fructosa en la dieta pot convertir-se en piruvat, entrar al cicle de Krebs i sortir-ne com a citrat dirigit a la síntesi d'àcids grassos lliures al citosol dels hepatòcits. La DHAP formada durant la fructòlisi pot ser també convertida en glicerol i després en glicerol-3-fosfat per a la síntesi de TG. Així, la fructosa pot proporcionar trioses tant per la cadena principal del glicerol-3-fosfat com per als àcids grassos lliures de la síntesi de TG. De fet, la fructosa pot proveir del gruix de carbohidrats dirigits a la síntesi de TG nous en humans.

### La fructosa estimula enzims lipogènics hepàtics
El consum de fructosa resulta en l'estimulació independent d'insulina de diferents enzims lipogènics hepàtics, incloent-hi la piruvat-cinasa, la malat deshidrogenasa dependent de NADP+, la citrat liasa, l'acetil CoA carboxilasa, l'àcid gras sintasa, així com la piruvat deshidrogenasa. Tot i no ser un resultat consistent d'estudis sobre alimentació metabòlica, les dietes riques en fructosa han demostrat provocar hipertrigliceridèmia en un ampli rang de poblacions, incloent-hi individus amb un metabolisme normal de la glucosa així com individus amb una tolerància a la glucosa deteriorada, diabetis, hipertrigliceridèmia i hipertensió. Els efectes hipertrigliceridèmics observats segueixen el patró d'excés de carbohidrats i fructosa en la dieta, i sembla dependre de molts factors, incloent-hi la quantitat de fructosa ingerida diàriament i el grau de resistència a la insulina.

#### Taula 1 Activitat de l'enzim lipogènic hepàtic en rates control i amb diabetis induïda per estreptocina després d'un període amb un 25% de fructosa ingerida o sense
| Grup               | Piruvat cinasa | NADPH-Malat Deshidrogenasa | Citrat Liasa | Acetil CoA Carboxilasa | Àcid gras sintasa |
| Control Animals    |                |                            |              |                        |                   |
| Dienta control     | 495 ± 23       | 35 ± 5                     | 21 ± 3       | 6.5 ± 1.0              | 3.6 ± 0.5         |
| Dieta amb fructosa | 1380 ± 110*    | 126 ± 9*                   | 69 ± 7*      | 22.5 ± 2.7*            | 10.8 ± 1.4*       |
| Animals diabètics  |                |                            |              |                        |                   |
| Dieta control      | 196 ± 21       | 14 ± 3                     | 9 ± 2        | 3.1 ± 0.8              | 1.4 ± 0.6         |
| Dieta amb fructosa | 648 ± 105*     | 70 ± 9*                    | 37 ± 6*      | 10.3 ± 2.0*            | 3.9 ± 0.9*        |

‡ = Mitjana  ± activitat SEM en nmol/min per mg de proteïna
§ = 12 rates/grup
∗ = Significativament diferent del control amb p < 0.05
Shafrir, E. Fructose/Sucrose metabolism, its physiological and pathological implications. In Kretchmer, N. & Hollenbeck, CB. Sugars and Sweeteners, CRC Press, Boca Raton:FL, 1991

## Anormalitats del metabolisme de la fructosa
La manca de dos enzims importants pel metabolisme de la fructosa resulta en patir dos errors congènits del metabolisme de carbohidrats: fructosúria essencial i intolerància hereditària a la fructosa. A més a més, la reducció del potencial de fosforilació en hepatòcits pot produir-se amb infusions intravenoses de fructosa.

### Errors congènits del metabolisme de la fructosa

#### Fructosúria essencial
L'absència de fructocinasa torna la cèl·lula incapaç de fosforilar la fructosa a fructosa-1-fosfat. En conseqüència, la fructosa no és retinguda a la cèl·lula ni metabolitzada. Augmentaran les concentracions al fetge de fructosa lliure, i la fructosa podrà passar de les cèl·lules al plasma. Això provocarà un augment de la fructosa plasmàtica, possiblement excedint el llindar renal per la reabsorció de fructosa, causant l'aparició de fructosa en l'orina. La fructosúria essencial és una condició benigna i asimptomàtica.

#### Intolerància hereditària a la fructosa
L'absència de fructosa-1-fosfat aldolasa (aldolasa B) provoca l'acumulació de fructosa-1-fosfat als hepatòcits, ronyons i intestí prim. Aquesta acumulació de fructosa-1-fosfat que segueix la ingestió de fructosa inhibeix la glicogenòlisi (trencament de glicogen) i la gluconeogènesi, provocant una severa hipoglucèmia. Els seus símptomes són hipoglucèmia severa, dolor abdominal, vòmits, hemorràgies, icterícia, hepatomegàlia, i hiperuricèmia que pot provocar la fallida renal i/o hepàtica i la mort. La seva incidència varia al voltant del món, però s'estima en un 1/20,000 (rang d'1/12,000 a 1/58,000) dels nascuts vius.

### Reducció del potencial de fosforilació
S'ha observat que la infusió intravenosa de fructosa disminueix el potencial de fosforilació a les cèl·lules del fetge retenint Pi en forma de fructosa-1-fosfat. La reacció de la fructocinasa es produeix força ràpid als hepatòcits atrapant la fructosa en les cèl·lules mitjançant fosforilació. Per altra banda, el trencament de fructosa-1-fosfat en DHAP i gliceraldehid mitjançant l'aldolasa B és relativament lent. Per tant, la fructosa-1-fosfat s'acumula, amb la corresponent reducció del Pi disponible a nivell intracel·lular per a reaccions de fosforilació de la cèl·lula. Per aquest motiu la fructosa està contraindicada per a solucions de nutrició parental total (TPN) i mai s'administra per via intravenosa com a font de carbohidrats. S'ha suggerit que també un consum excessiu de fuctosa en la dieta pot provocar la reducció del potencial de fosforilació. De totes maneres, aquest és encara un tema en discussió. La fructosa de la dieta no és ben absorbida i un consum elevat sovint provoca malabsorció. Si un consum suficient de fructosa en la dieta podria ser absorbit i causar una reducció significativa del potencial de fosforilació de les cèl·lules del fetge segueix sent qüestionable, i no n'hi ha exemples clars en cap publicació.

## Mirar també
- Glicòlisi